# Cryptus latigenalis
Cryptus latigenalis là một loài tò vò trong họ Ichneumonidae.